# Distrito electoral local 2 de Tabasco
El Distrito Electoral Local 2 de Tabasco es uno de los 21 Distritos Electorales en los que se encuentra dividido el territorio del estado de Tabasco. Su cabecera es la ciudad de Heroica Cárdenas, en el municipio de Cárdenas, Tabasco.
Desde la redistritación de 2016 está formado por 50 secciones electorales ubicadas su totalidad en el municipio de Cárdenas.

## Distritación actual

### Distritación electoral de 2016
El 30 de noviembre de 2016, un nuevo acuerdo del Consejo Estatal del Instituto de Electoral y de Participación Ciudadana de Tabasco determinó establecer la cabecera del Distrito Electoral Local 2 de Tabasco en la ciudad de Heroica Cárdenas, en el municipio de Cárdenas, Tabasco y conformarlo de la siguiente manera:
- Municipio de Cárdenas: 50 secciones, de la 46 a la 89, de la 160 a la 162, y de la 164 a la 166.

## Distritaciones anteriores

### Distritación electoral de 1996
La distritación electoral local de 1996 estableció el distrito en el municipio de Cárdenas y su cabecera distrital en la cabecera municipal, Cárdenas.

### Distritación electoral de 2002
La redistritación de 2002 mantuvo el distrito en el municipio de Cárdenas, con cabecera distrital en la cabecera municipal, Cárdenas.

### Distritación electoral de 2011
El acuerdo del Consejo Estatal del Instituto de Electoral y de Participación Ciudadana de Tabasco (IEPCT) publicado en el Periódico Oficial del Estado de Tabasco el 24 de noviembre de 2011 estableció que el Distrito Electoral Local 2 de Tabasco tuviera cabecera en la ciudad de Cárdenas y estuviera conformado de la siguiente manera:
- Municipio de Cárdenas: 46 secciones electorales.

## Diputados por el distrito
| Diputado                                                 | Partido por el que fue electo (a)                                                                                          | Grupo Parlamentario                  | Legislatura       | Periodo                                       | Cabecera Distrital |
| -------------------------------------------------------- | --- | ------------------------------------ | ----------------- | --------------------------------------------- | ------------------ |
| Natanael Montejo Ulín                                    | Partido Revolucionario Institucional                                                                                       | Partido Revolucionario Institucional | LVI Legislatura   | 1 de enero de 1998 - 31 de diciembre de 2000  | Cárdenas           |
| Juan Manuel Lizárraga Pérez                              | Partido de la Revolución Democrática                                                                                       | Partido de la Revolución Democrática | LVII Legislatura  | 1 de enero de 2001 - 31 de diciembre de 2003  | Cárdenas           |
| Pedro Sergio Grimaldo Romo                               | Partido de la Revolución Democrática                                                                                       | Partido de la Revolución Democrática | LVIII Legislatura | 1 de enero de 2004 - 31 de diciembre de 2006  | Cárdenas           |
| Ezequiel Ventura Baños Baños                             | Coalición por el Bien de Todos Partido de la Revolución Democrática Partido del Trabajo                                    | Partido de la Revolución Democrática | LIX Legislatura   | 1 de enero de 2007 - 31 de diciembre de 2009  | Cárdenas           |
| Miguel Ángel Moheno Piñera                               | Partido Revolucionario Institucional                                                                                       | Partido Revolucionario Institucional | LX Legislatura    | 1 de enero de 2010 - 31 de diciembre de 2012  | Cárdenas           |
| Rafael Acosta León                                       | Coalición Movimiento Progresista por Tabasco Partido de la Revolución Democrática Partido del Trabajo Movimiento Ciudadano | Partido de la Revolución Democrática | LXI Legislatura   | 1 de enero de 2013 - 31 de diciembre de 2015  | Cárdenas           |
| Zoila Margarita Isidro Pérez                             | Partido Revolucionario Institucional                                                                                       | Partido Revolucionario Institucional | LXII Legislatura  | 1 de enero de 2016 - 4 de septiembre de 2018  | Cárdenas           |
| María Esther Zapata Zapata                               | Movimiento Regeneración Nacional                                                                                           | Movimiento Regeneración Nacional     | LXIII Legislatura | 5 de septiembre de 2018 - 12 de abril de 2021 | Cárdenas           |
| María Jiménez Acosta Suplió a María Esther Zapata Zapata | Movimiento Regeneración Nacional                                                                                           | Movimiento Regeneración Nacional     | LXIII Legislatura | 21 de abril de 2021 - 4 de septiembre de 2021 | Cárdenas           |
| Diana Lemarroy de la Fuente                              | Movimiento Regeneración Nacional                                                                                           | Movimiento Regeneración Nacional     | LXIII Legislatura | Por iniciar                                   | Cárdenas           |